# Konventionen om sysselsättningspolitik
Konventionen om sysselsättningspolitik (ILO:s konvention nr 122 angående sysselsättningspolitik, Convention concerning Employment Policy) är en konvention som antogs av Internationella arbetsorganisationen (ILO) den 9 juli 1964 i Genève. Konventionen påbjuder varje medlemsland att eftersträva "en aktiv politik för att främja full, produktiv och fritt vald sysselsättning". Konventionen består av 11 artiklar.

## Ratificering
Konventionen har ratificerats av 108 länder.